# Nekódující RNA
Nekódující RNA (též ncRNA) je RNA, která se nepřekládá do proteinů. Prakticky se tedy jedná o termín pro všechny druhy RNA vyjma mRNA (mediátorová RNA). K nekódující RNA patří mnoho významných skupin RNA, jako je tRNA, rRNA, ale i různé malé RNA, označované např. siRNA, snoRNA a podobně.